# キャメル・レイアードFC
キャメル・レイアード・フットボールクラブ（Cammell Laird Football Club）はイングランド、マージーサイド、バーケンヘッド内、ロックフェリーを本拠地とするサッカークラブチームである。2008-2009シーズンはノーザンプレミアリーグ・プレミアディヴィジョン（7部相当）に所属。

## タイトル

### 国内タイトル
- ウェストチェシャーリーグ:6回

1989-1990,1990-1991,1991-1992,1993-1994,1998-1999,2000-2001
- ノースウェストカウンティーズリーグ・ディヴィジョン2:1回

2004-2005
- ノースウェストカウンティーズリーグ・ディヴィジョン1:1回

2005-2006

### 国際タイトル
- なし